# Vitorinio Pinas
Vitorinio Pinas (Paramaribo, 4 oktober 1992) is een Surinaams voetballer die speelt als middenvelder.

## Carrière
Pinas speelde van 2011 tot 2014 voor SV Robinhood en werd met de club in zijn eerste seizoen landskampioen. Hij ging in 2014 spelen voor SV Walking Boyz en speelde er drie seizoenen. Daarna speelde hij een seizoen voor SV Transvaal en een seizoen voor SV Leo Victor.
Hij speelde tussen 2012 en 2014 elf interlands voor Suriname en scoorde eenmaal voor zijn land.

## Erelijst
- Surinaams landskampioen: 2011/12